# Gaius Popilius Carus Pedo
Gaius Popilius Carus Pedo war ein römischer Politiker und Senator im 2. Jahrhundert n. Chr.
Durch eine Ehreninschrift, welche die Bürger der Stadt Tibur ihrem Patron setzten, ist die Laufbahn des Carus Pedo zum Teil überliefert. Sie begann mit dem ersten Richteramt in Rom als Decemvir stlitibus iudicandis. Es folgten das Militärtribunat in der legio III Cyrenaica und die Teilnahme am Bar-Kochba-Aufstand (132–134), wo er hohe militärische Auszeichnungen erwarb. Danach bekleidete er jeweils als Kandidat des Kaisers die Quaestur, das Volkstribunat und die Praetur (137–142). Etwa im Jahr 144 folgte die Aufsicht über die drei wichtigsten Zufahrtsstraßen nach Rom (Via Aurelia Vetus et Nova, Via Cornelia und Via Triumphalis). Im Jahr 146 leitete er als Präfekt der aerarii Saturni die Aufsicht über die Senatskasse.
Im Jahr 147 wurde Carus Pedo nach dem Tod des Tiberius Licinius Cassius Cassianus Suffektkonsul. Danach, im Jahr 150, hatte er als curator operum publicorum die Bauaufsicht in Rom. In den Jahren zwischen 151 und 155 war er für einen nicht sicher feststellbaren Zeitraum Statthalter der Provinz Germania superior (Obergermanien), wo er für den 5. März 153 durch ein Militärdiplom nachgewiesen ist. Géza Alföldy vermutet, dass während seiner Statthalterschaft die Entscheidung zur Vorverlegung des Obergermanisch-Raetischen Limes getroffen wurde, die in den kommenden Jahren umgesetzt wurde und bei der im obergermanischen Bereich der Neckar-Odenwald-Limes durch den Vorderen Limes ersetzt wurde. Unter Mark Aurel und Lucius Verus führte er in der Gallia Lugdunensis einen census durch (ca. 161/162). Schließlich wurde er Prokonsul der Provinz Asia (ca. 162/164).
Carus Pedo war Mitglied in den Priesterschaften der septemviri epulonum und der sodales Hadrianales (Hadrianspriester).